# Gombloh
Gombloh (nacido como Soemarsono Soedjarwoto; Jombang, Java Oriental; 14 de julio de 1948-Surabaya, Java Oriental; 9 de enero de 1988) fue un cantante indonesio.

## Discografía

### Gombloh & The Lemon Tree's Anno '69
1. Nadia & Atmospheer (1978)
2. Mawar Desa (1978)
3. Kadar Bangsaku (1979)
4. Kebyar Kebyar (1979)
5. Pesan Buat Negeriku (1980)
6. Sekar Mayang (1981, berbahasa Jawa)
7. Terimakasih Indonesiaku (1981)
8. Pesan Buat Kaum Belia (1982)
9. Berita Cuaca (1982)
10. Kami Anak Negeri Ini (1983)

### Carrera en solitario
1. Gila (album konser live, 1983)
2. 1/2 Gila (1984)
3. Semakin Gila (1986)
4. Apel (1986)
5. Apa Itu Tidak Edan (1987)

## Citas
- "Kalau cinta sudah melekat, tahi kucing rasa coklat" (dari lirik lagu Lepen).